# Toxicidad dérmica
La toxicidad dérmica es la capacidad de una sustancia de producir daño tóxico, en forma de lesión, irritación o alergia, a nivel de la piel.
La piel no es exclusivamente una estructura de revestimiento, sino que debe ser considerada como un órgano heterogéneo formado por gran cantidad de elementos y apéndices. Posee una serie de funciones que están involucradas en la homeostasis de todo el organismo como puede ser la regulación térmica, hídrica, electrolítica, hormonal y metabólica. También participa en la respuesta inmune y protege de agentes externos físicos, químicos y biológicos.
La piel presenta un papel muy importante en la penetración de tóxicos. El estrato córneo es la primera barrera y está constituido por células muertas y queratinizadas, así como también está formado por lípidos, lo cual favorece la absorción, mediante difusión pasiva, de sustancias lipófilas. En cuanto a sustancias hidrosolubles, la permeabilidad se ve incrementada con la hidratación de la piel, la cual varia con la edad, siendo mayor en niños. Además, las lesiones en este órgano, como quemaduras, escoriaciones o eccemas, entre otras, aumentan la permeabilidad a todo tipo de sustancias, estando también regida por la estructura y tamaño molecular del xenobiótico.
La absorción percutánea en general no es igual en todas las zonas del cuerpo dado que el grosor del estrato córneo varía de unas localizaciones a otras, pudiendo ordenarse de mayor a menor:
Genitales > Cabeza > Tronco > Palma de la mano o planta del pie
En definitiva, los compuestos que presentan absorción percutánea más rápida son los apolares, de pequeño tamaño molecular y liposolubles.
Así mismo, la piel posee la capacidad de biotransformar determinados xenobióticos, dando lugar a su degradación o su bioactivacón.

## Procesos fisiopatológicos de origen tóxico
Entre los distintos procesos fisipatológicos causados por la acción de los tóxicos sobre la piel, podemos distinguir:

#### Irritación aguda primaria
Se trata de una respuesta inflamatoria de carácter local y reversible consecuencia de un único contacto con el agente tóxico. No implica ningún mecanismo inmunitario así es mayoritariamente causado por sustancias a Ph no fisiológico (7.4), es decir, ácidos o bases, sustancias oxidantes, desengrasantes y deshidratantes.
Tóxicos que la producen pueden ser: sustancias a pH no fisiológico, oxidantes, desengrasantes, deshidratantes

#### Irritación acumulada
Se trata también de una irritación primaria pero que en este caso se produce tras reiterdas o repetidas exposiciones al tóxico a una concentración menor a la que originaría una irritación aguda primaria (contacto único).

#### Corrosión
Consiste en la desintegración o alteración irreversible de la piel en la zona de contacto dando lugar a la aparición de una cicatriz, úlcera o necrosis. De nuevo, la corrosión, es producida por las sustancias previamente citadas en los procesos de irritación a diferencia de que en este caso son necesarias mayores concentraciones o mayor persistencia.
En general la producen las sustancias que causan irritación, cuando inciden a mayores concentraciones o frecuencia.

#### Dermatitis alérgicas
Las dermatitis alérgicas son producidas a través de un proceso inmunitario en el que la sustancia tóxica actúa como antígeno dando lugar a la aparición de una reacción localizada en el lugar de contacto (eccema o eritrema) o una reacción de urticaria generalizada, acompañada en ciertas ocasiones de descamación de la piel.

#### Reacciones fotoquímicas
Como consecuencia de la absorción de un agente tóxico por cual vía y tras una posterior exposición a la luz actínica o solar, se pueden producir procesos de reacciones fotoquímicas (manchas, eritremas o lesiones de tipo irritativo o corrosivo).
Dentro de las reacciones fotoquímicas, incluimos las reacciones de fotosensibilización que son reacciones cutáneas anormales resultado de la exposición solar y que solo aparecen en las zonas expuestas. Estas reacciones son producidas con base en dos tipos de mecanismos:
- Fototoxicidad. Se produce en presencia en el organismo de sustancia exógena que absorbe la radiación luminosa y libera radicales libres que lesionan las membranas y orgánulos celulares.

- Fotoalergia. En este caso, la sustancia exógena (xenobiótico), no tóxica, se transforma en un compuesto antigénico que desencadena un proceso inmunitario de respuesta, con una reacción localizada o generalizada. Pueden tener lugar a dos niveles, sistémico o local. En el primer caso son causadas por sulfonamidas (antimicrobianas, hipoglucemiantes, diuréticas, edulcorantes), fenotiazinas, tetraciclinas, ácido nalidíxico, xantoxina, cumarinas. Por otro lado, a nivel local pueden ser producidas por bergaptén, sulfonamidas, fenotiazinas, tetraciclinas, salicilanilidas, hexaclorofeno, dicloroflucarbanilida, eosina, fluoresceína, sulfuro de selenio, cumarinas.

#### Pigmentación y despigmentación
Ciertas sustancias químicas en contacto con la piel o vía oral tienen capacidad de producir despigmentación o leucodermia (trastorno de la piel caracterizado por la aparición de manchas claras anormales). Ejemplos de estas sustancias: hidroquinina y su monobenciléter, fenoles, catecoles, sustancias antioxidantes de aplicación industrial. En concreto, el alquitrán de hulla, fracciones del petróleo y los psoralenos producen hiperpigmentación.

#### Tumores
Diversas sustancias como las radiaciones ionizantes, las UV, los rayos X, los hidrocarburos policíclicos, derivados inorgánicos del arsénico, nitrosaminas, resinas aromáticas epoxi, psoralenos y otras sustancias han sido considerados como inductores de tumores en la piel y otros tejidos.

## Prevención de la toxicidad dérmica
Existen diferentes sustancias y medidas que pueden usarse como preventivas de la toxicidad dérmica. Entre ellas se encuentran:
- Sucralfato: posee actividad antiulcerosa y antiinflamatoria, y también activa la proliferación celular. Debido a estas acciones se cree que puede ser efectivo a nivel de la dermatitis.

- Higiene y emolientes: conseguir la hidratación de la piel se relaciona con el e aumento de la comodidad del paciente, y no tanto con la prevención de la aparición de la toxicidad.

- Ácido hialurónico: debido a su acción anitiinflamatoria y a la capacidad de favorecer la formación de tejido y el remodelamiento de la matriz extracelular se ha visto que reduce la intensidad de la dermatitis y aumenta el tiempo de aparición de la misma.

- Antiestrés oxidativo: la irradiación produce un fenómeno de estrés oxidativo con la producción de radicales libres desencadenando un proceso inflamatorio. La inhibición de los mismos supone una medida de prevención de este proceso.